# Scott Nickrenz
Scott Nickrenz (* 1938) ist ein US-amerikanischer Bratschist.
Nickrenz war Gründungsmitglied des Lenox String Quartet, des Claremont Stringquartet, des Vermeer String Quartet und des Orpheus Trio. Er leitete ab 1978 die Spoleto Festivals von Spoleto, Charleston (South Carolina) und Melbourne (heute: Melbourne International Arts Festival) und war Direktor für Kammermusik der New World Symphony in Miami. Als Solist hatte er Auftritte im Lincoln Center, im Weißen Haus, in Tanglewood und in der Bostoner Jordan Hall.
Auf Empfehlung von Yo-Yo Ma engagierte ihn Anne Hawley, die Direktorin des Isabella Stewart Gardner Museum in Boston 1990 als künstlerischen Leiter der Konzertreihen in ihrem Haus. In über 25 Jahren bis 2017 in dieser Funktion förderte er unter anderem junge klassische Musiker, betreute aber unter dem Titel Rise auch eine Reihe von Pop- und Hip-Hop-Konzerten. Unter seiner Leitung schufen der italienische Architekt Renzo Piano und der japanische Akustiker Yasuhisa Toyota in fünfjähriger Arbeit den Sonic Cube, einen neuen Konzertsaal für das Museum. Nickrenz ist mit der Pianistin und Plattenproduzentin Joanna Nickrenz verheiratet. Auch seine Tochter Erika Nickrenz schlug eine Laufbahn als Pianistin ein.